# Chasma Boreale
Chasma Boreale é um vasto cânion no quadrângulo de Mare Boreum, em Marte, localizado a  83° latitude norte e 47.1° longitude oeste. Sua extensão é de aproximadamente 560 km e seu nome vem de uma formação de albedo clássica.  O cânion exibe formações em camadas que são resultados de derretimentos sazonais e acúmulo de gelo, junto a depósitos de poeira das tempestades de areia marcianas. Informações sobre o clima passado de Marte podem ser reveladas eventualmente nessas camadas, assim como fazem os aneis das árvores e núcleos de gelo na Terra. Ambas as capas polares exibem marcas de ondulação, causadas provavelmente pelos padrões da direção do vento. As ondulações também são influenciadas pela quantidade de poeira. Quanto mais poeira, mais escura é a superfície. Quanto mais escura é a superfície, maior o derretimento. Superfícies escuras absorvem mais energia luminosa.

## Galeria

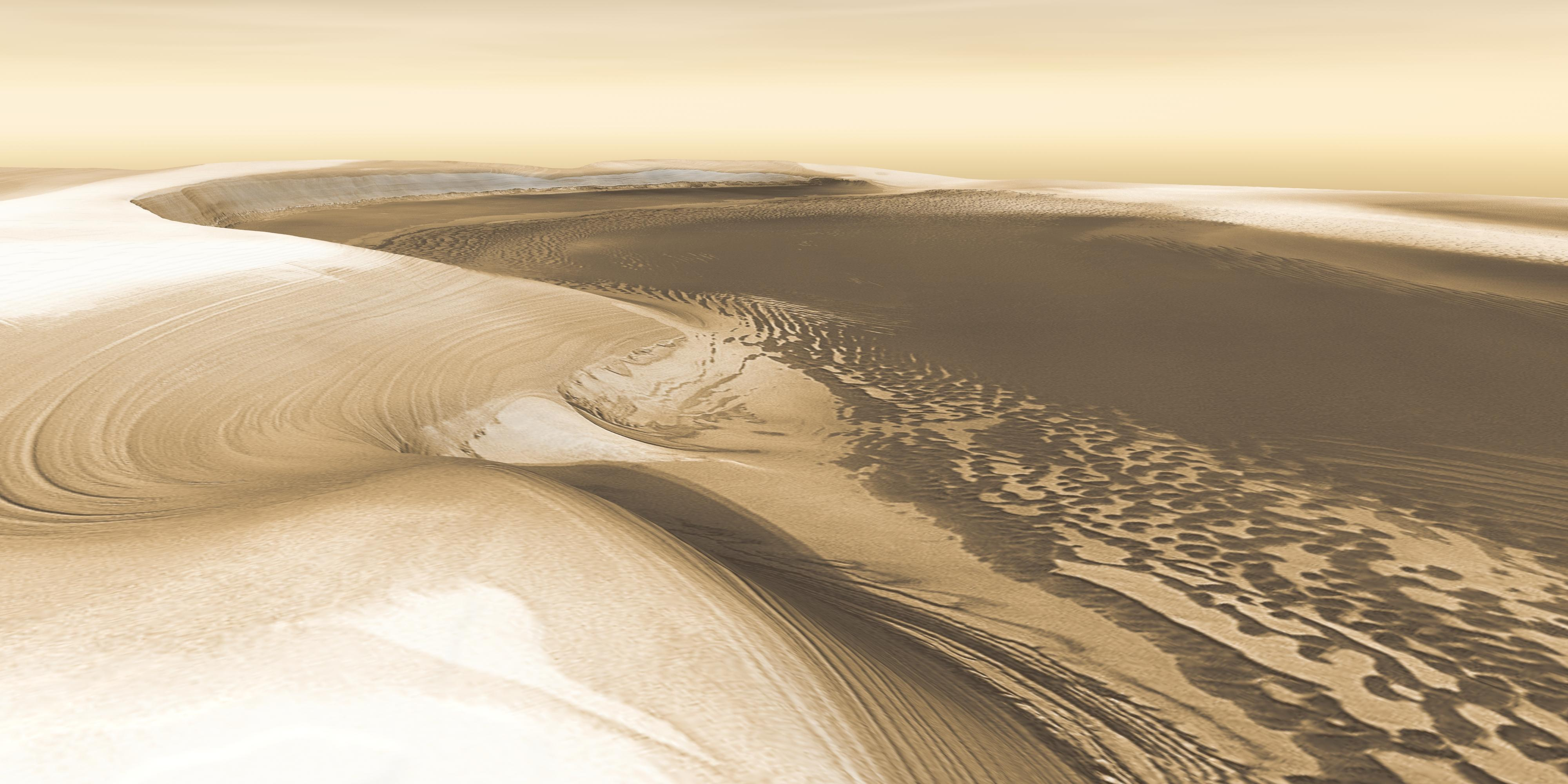
Combinação de imagens de Chasma Boreale capturadas pelo instrumento THEMIS a bordo da Mars Odyssey.
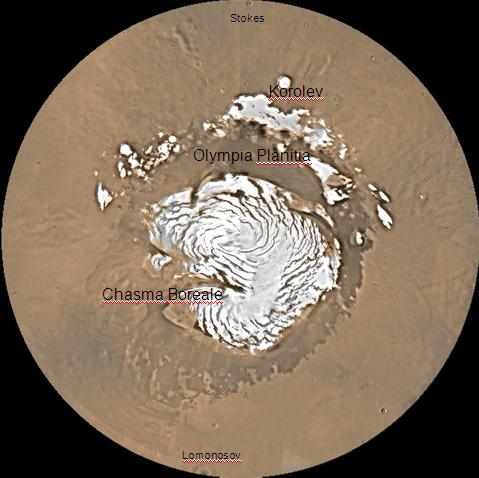
Mapa do quadrângulo de Mare Boreum, Chasma Boreale se encontra próximo ao centro da imagem.